# پردیس سینمایی زیما مال
پردیس سینمایی زیما مال یک پردیس سینمایی در شهر تهران، ایران است.
این پردیس که در منطقه صادقیه واقع شده در بهمن ۱۴۰۲ تأسیس شده و دارای ۴ سالن نمایش است.